# Dijáb Obejd
Di'ab Obejd (hebrejsky: דיאב עובייד, arabsky: دياب عبيد, žil 1911 – 18. únor 1984) byl izraelský politik a poslanec Knesetu za strany Šituf ve-achva, Šituf ve-pituach a opět Šituf ve-achva.

## Biografie a politická dráha
Narodil se v obci Tajbe. Vystudoval střední školu. Do roku 1936 byl obchodníkem ve městě Tulkarm, pak v letech 1936–1948 působil jako obchodník v Jaffě, kde byl členem obchodní komory. V letech 1948–1951 se v rodném Tajbe zabýval zemědělstvím, v letech 1951–1958 zde zasedal v místní samosprávě. Patřil do komunity izraelských Arabů.
V izraelském parlamentu zasedl poprvé po volbách v roce 1961, do nichž šel za stranu Šituf ve-achva. Nastoupil jako člen do parlamentního výboru pro ekonomické záležitosti, výboru pro veřejné služby, výboru práce, výboru pro vzdělávání a kulturu a výboru pro jmenování islámských soudců. Ve volbách v roce 1965 kandidoval úspěšně opět za Šituf ve-achva. Během funkčního období ale přešel do frakce Šituf ve-pituach, pak se opět osamostatnil do Šituf ve-achva. Nastoupil do parlamentního výboru pro ekonomické záležitosti a výboru práce. Ve volbách v roce 1969 byl zvolen opětovně za stranu Šituf ve-achva. Byl členem výboru pro ekonomické záležitosti, výboru pro veřejné služby, výboru práce, výboru pro vzdělávání a kulturu, výboru pro ústavu, právo a spravedlnost a výboru pro jmenování islámských soudců. Ve volbách v roce 1973 mandát neobhájil. V roce 1974 se stal poradcem ministra zemědělství pro arabské záležitosti.